# Baron Hacking

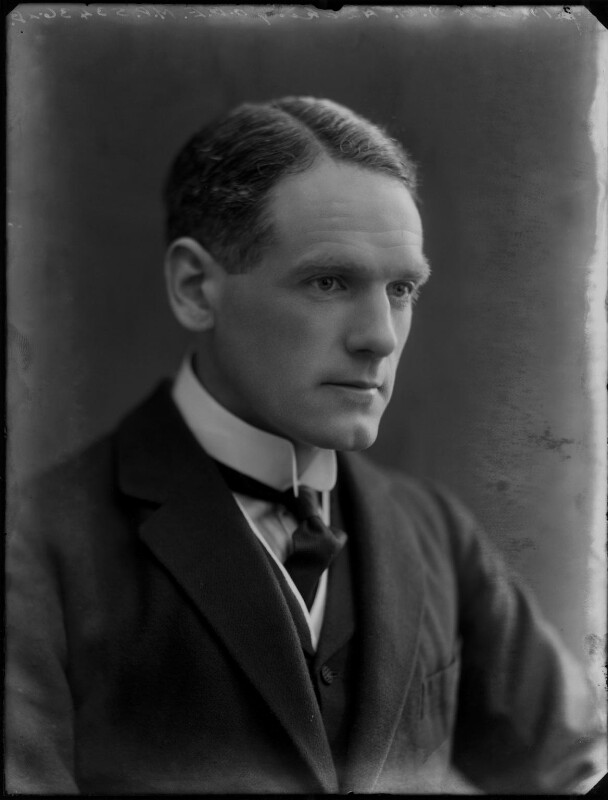
Douglas Hacking, 1. Baron Hacking

Baron Hacking, of Chorley in the County Palatine of Lancaster, ist ein erblicher britischer Adelstitel in der Peerage of the United Kingdom.

## Verleihung
Der Titel wurde am 2. Juli 1945 für den konservativen Politiker Sir Douglas Hacking, 1. Baronet geschaffen. Diesem war bereits am 27. Juni 1938 in der Baronetage of England der fortan nachgeordnete Titel Baronet, of Altham in the County Palatine of Lancaster, verliehen worden.
Heutiger Titelinhaber ist seit 1971 sein Enkel David Hacking, 3. Baron Hacking.

## Liste der Barone Hacking (1945)
- Douglas Hacking, 1. Baron Hacking (1884–1950)
- Douglas Hacking, 2. Baron Hacking (1910–1971)
- David Hacking, 3. Baron Hacking (* 1938)

Titelerbe (Heir Apparent) ist der älteste Sohn des aktuellen Titelinhabers, Hon. Douglas Hacking (* 1968).